# BeOS
BeOS — операційна система, яка з'явилась в середині дев'яностих, у 1995 році. Серед особливостей BeOS — мікроядерність, підтримка багатопроцесорності, багатонитковість, багатозадачність, 64-розрядна файлова система BeFS, модульність, простий користувацький інтерфейс. Із самого початку задумувалася як мультимедійна операційна система з усіма витікаючими[що?] наслідками — підтримка великих розмірів файлів, оптимізація для виконання медійних операцій.
2002 року компанія Be Inc. була поглинута Palm Source. Того ж року німецька компанія YellowTab придбала код останньої офіційної версії BeOS Personal Edition 5.03 і на початку 2005 року випустила свою ОС вже під назвою Zeta. Також існує проєкт переписування коду BeOS як OpenSource — проєкт Haiku.